# 1999 VY153
1999 VY153 är en asteroid i huvudbältet som upptäcktes den 10 november 1999 av Catalina Sky Survey projektet.
Asteroiden har en diameter på ungefär 11 kilometer, den tillhör asteroidgruppen Dora.